# Anacampseros telephiastrum

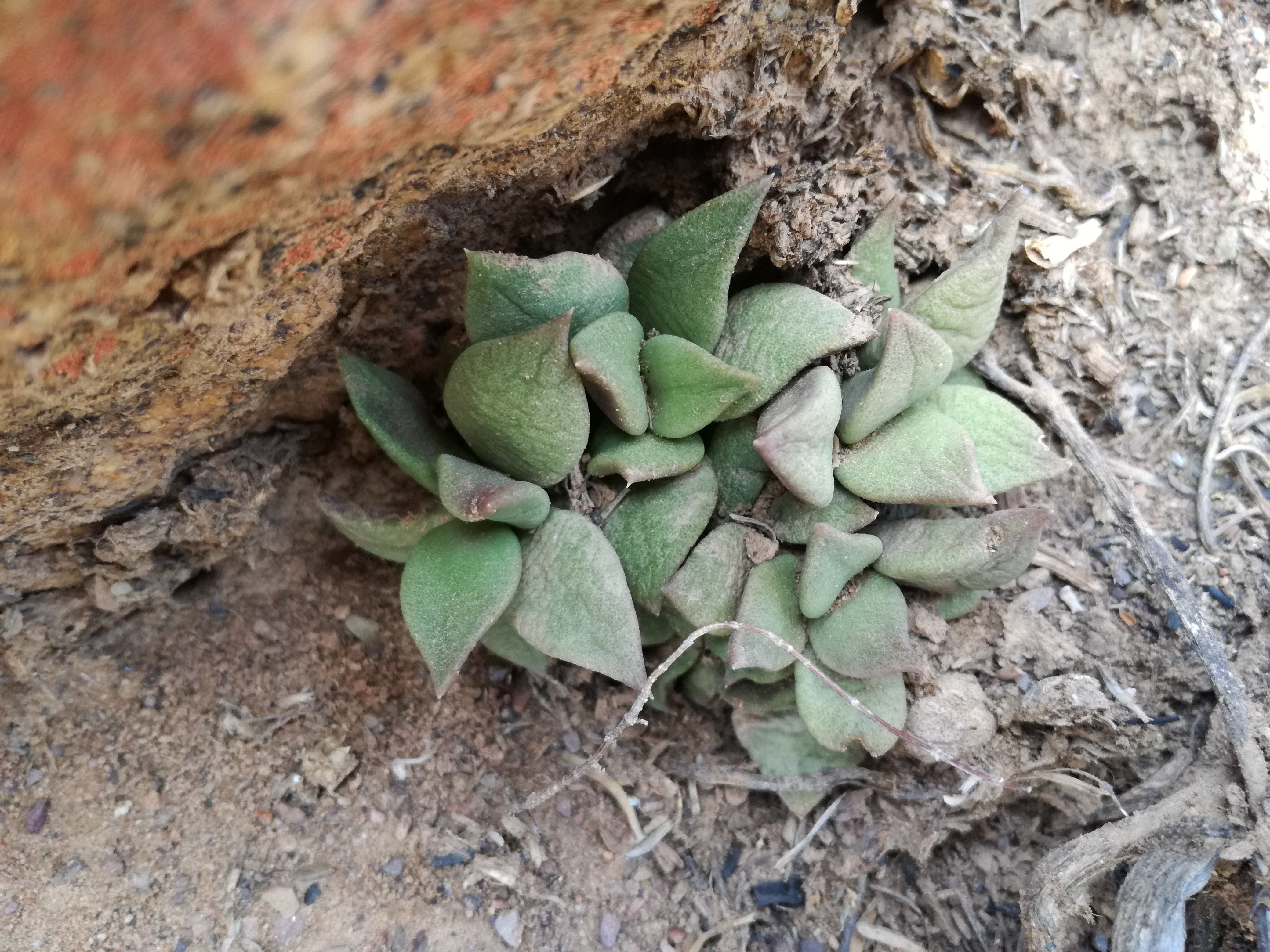
Anacampseros telephiastrum

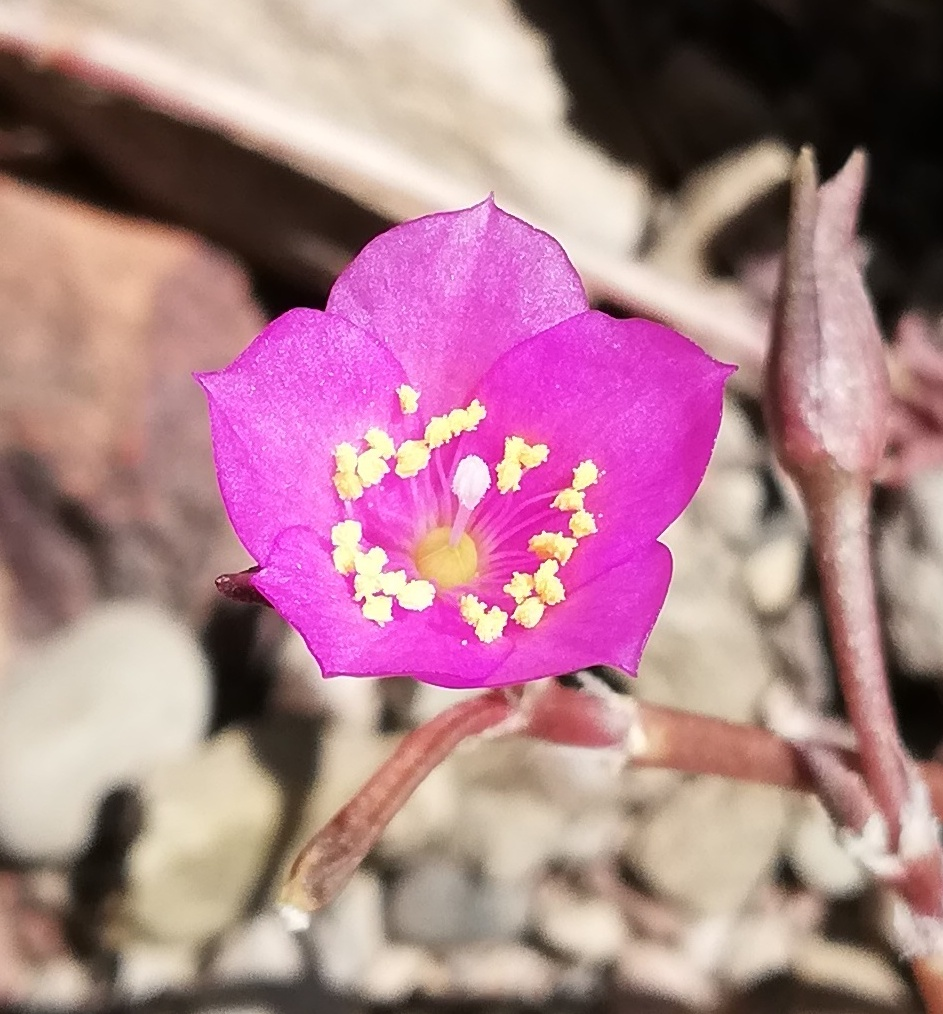
Flor

Anacampseros telephiastrum és una espècie de planta suculenta del gènere Anacampseros, que pertany a la família Anacampserotaceae.

## Descripció
És una planta suculenta de poc creixement amb boniques flors roses. Planta composta per diverses rosetes que acaben formant estores.
Forma un càudex si es cultiva a ple sol, en sòls molt pobres, mentre que a l'ombra i sobrealimentat és una espècie desgavellada, amb atractives fulles gruixudes.
Les tiges són fortes i es ramifiquen lliurement i el creixement arriba a ser embullat.
Les fulles estan molt amuntegades, gairebé rosulades, ovoides o gairebé esfèriques, diformes, poc reduïdes, de fins a 2 cm de llarg i ample, carnoses, de color verd o marronós, sovint vermelloses al revers, sense pèls quan són madures. Estípules com de paper, amb marges serrats. Pèls axil·lars filamentosos, més curts que les fulles.
La inflorescència són cims subpaniculats, de 10 cm amb 1 a 4 flors.
Les flors s'obren a la tarda, de 3 a 3,5 cm de diàmetre, de color rosa. Nombrosos estams.

## Distribució
Planta endèmica de Sud-àfrica, des de Robertson, a la província Cap Occidental, passant pel Karoo, fons a la província Estat Lliure.
Creix en terrenys àrids coberts de còdols i petites pedres sovint a l'ombra d'arbustos i roques que sobresurten, i aquí es troben altres plantes suculentes com Euphorbia pentagona, Cotyledon tigrina i Pelargonium munitum.

## Taxonomia
Anacampseros telephiastrum va ser descrita per Augustin Pyramus de Candolle (DC.) i publicada a Catalogus plantarum horti botanici monspeliensis 77. 1813.

### Etimologia
- Anacampseros: nom genèric que deriva de les paraules gregues: Anakampto = 'recuperar' i eros = 'amor'.
- telephiastrum: epítet que deriva de les paraules gregues Telephos = 'Tèlef' (heroi grec) i astrum = 'estrella'.

### Sinonímia
- Anacampseros varians Sweet
- Ruelingia varians Haw.